# Лекор, Карлос Фредерико
Карлос Фредерико Лекор (порт. Carlos Frederico Lecor, 6 октября 1764 — 2 августа 1836) — португальский военный, первый барон Лагуны (после обретения Бразилией независимости — виконт Лагуны).
Родился в 1764 году в Лиссабоне в купеческой семье. Его родителями были французский эмигрант Луи Пьер Лекор, и Китерия Мария Круссе (имевшая испанские, голландские и немецкие корни). Будучи старшим из пяти сыновей, он должен был унаследовать торговое дело отца, но неожиданно отправился в Фару и в 1793 году вступил в армию, став артиллеристом. Служил в Тавире, где был произведён в сержанты, затем стал адъютантом при военном командующим Портимана. В 1794 году стал лейтенантом артиллерийского полка Алгарви. В 1795—1796 годах служил в артиллерии на нау «Príncipe da Beira» — флагмане эскорта у конвоя, ходившего из Португалии в южноамериканский Салвадор. По возвращении в Португалию был произведён в капитаны, затем стал адъютантом маркиза Алорнского, в 1802 году был произведён в майоры, а в 1805 — в подполковники.
Когда в ноябре 1807 года французы вторглись в Португалию, Лекор, увидев войска генерала Жюно к северу от Абрантиша, лично проинформировал о них принца-регента Жуана. Не желая служить в созданном Наполеоном Португальском легионе, Лекор бежал в Великобританию, где надеялся из Плимута добраться до Бразилии, но услышав в июне 1808 года о восстании в Португалии, вступил в сформированный в Великобритании из португальских беженцев Лояльный Лузитанский легион. В декабре 1808 года он стал в Алмейде полковником 23-го пехотного полка. Во время войны на Пиренейском полуострове командовал различными соединениями бригадного масштаба, а 8 мая 1811 года был произведён в бригадные генералы. После этого он командовал португальской бригадой в составе 7-й дивизии англо-португальской армии, и с ней закончил войну в 1813 году в южной Франции.
В середине 1814 года Лекор вернулся в Португалию и был назначен военным губернатором региона Алентежу. В июне 1815 года был произведён в генерал-лейтенанты и был назначен командующим составленной из ветеранов войны Дивизии королевских добровольцев принца, предназначенной для боевых действий в Южной Америке. После переброски соединения в Бразилию Лекор успешно возглавил вторжение в Восточную полосу, выбив из Восточной полосы силы восставших испанских колоний. После того, как на этой территории была создана провинция Сисплатина, Лекор стал её губернатором. Во время следующей войны Лекор успешно оборонял Монтевидео, однако по итогам войны Бразилия лишилась Сисплатины, где было создано независимое государство Уругвай.
Впоследствии Лекор был членом Высшего военного совета Бразилии, и вышел в отставку в 1832 году в звании маршала.